# Hieracium barbulatulum
Hieracium barbulatulum là một loài thực vật có hoa trong họ Cúc. Loài này được (Pohle & Zahn) Elfstr. mô tả khoa học đầu tiên năm 1914.